# ابوبکر المل
ابوبکر المل (عربی: أبو بكر المل؛ زادهٔ ۱۵ نوامبر ۱۹۹۲) بازیکن فوتبال اهل لبنان است.
وی همچنین در تیم ملی فوتبال لبنان بازی کرده‌است.